# Hoa hậu Thế giới 2004

Kết quả cuộc thi Hoa hậu Thế giới 2004

Hoa hậu Thế giới 2004 là cuộc thi Hoa hậu Thế giới lần thứ 54 được tổ chức vào ngày 4 tháng 12 năm 2004 tại Tam Á, đảo Hải Nam, Trung Quốc. Hoa hậu Thế giới 2003 đến từ Ireland đã trao vương miện cho Maria Julia Mantilla đến từ Peru. 107 thí sinh từ khắp nơi trên thế giới đã cùng nhau tụ hội về Tam Á để tham gia vào sự kiện lớn nhất hành tinh. Năm 2004 là một năm đặc biệt, số phiếu bầu của khán giả sẽ hoàn toàn quyết định ai là Hoa hậu Thế giới bằng cách gửi SMS và thực hiện bình chọn qua Internet. Sẽ có 4 phần thi bên lề và có một vị trí vào Top 15 do các Hoa hậu bầu chọn.

## Các kết quả

### Các danh hiệu cao nhất
| Kết quả               | Thí sinh |
| --------------------- | --- |
| Hoa hậu Thế giới 2004 | - Peru – María Julia Mantilla |
| Á hậu 1               | - Cộng hòa Dominican – Claudia Cruz |
| Á hậu 2               | - Hoa Kỳ – Nancy Randall |
| Top 5                 | - Philippines – Maria Karla Rabanal Bautista - Ba Lan – Katarzyna Borowicz |
| Top 15                | - Antigua và Barbuda – Shermain Jeremy - Úc – Sarah Davies - Trung Quốc – Dương Kim - Cộng hòa Séc – Jana Doleželová - Mexico – Yessica Ramírez - Nigeria – Anita Iseghohi - Nga – Tatiana Sidorchuk - Trinidad và Tobago – Kenisha Thom - Việt Nam – Nguyễn Thị Huyền - Wales – Amy Guy |

### Các nữ hoàng sắc đẹp châu lục
| Châu lục           | Thí sinh                             |
| ------------------ | ------------------------------------ |
| Châu Á & Đại dương | - Philippines – Maria Karla Bautista |
| Châu Âu            | - Ba Lan – Katarzyna Borowicz        |
| Châu Mỹ            | - Hoa Kỳ – Nancy Randall             |
| Châu Phi           | - Nigeria – Anita Uwagbale           |
| Vùng biển Caribê   | - Cộng hòa Dominican – Claudia Cruz  |

## Các phần thi phụ

### Hoa Hậu bãi biển
| Kết quả     | Thí sinh |
| ----------- | --- |
| Chiến thắng | - Hoa Kỳ - Nancy Randall |
| Á hậu 1     | - Úc - Sarah Davies |
| Á hậu 2     | - Trinidad và Tobago - Kenisha Thom |
| Top 10      | - Bolivia - Maria Nuvia Montenegro Apuri - Brasil - Iara Maria Resende Azevdo Coelho - Cộng hòa Dominica - Claudia Cruz - Ecuador - Cristina Reyes Hidalgo - México - Yessica Ramírez - Paraguay - Tania Maria Domaniczky - Philippines - Maria Karla Bautista                                                                        |
| Top 20      | - Aruba - Luisana Cicilia - Bosna và Hercegovina - Njegica Balorda - Cộng hòa Séc - Jana Dolezelova - Pháp - Laetitia Marciniak - Hungary - Veronika Orban - Liban - Nadine Noujeim - Panama - Melissa Del Carmen Piedrahita Melendez - Uganda - Barbara Kimbugwe - Ukraina - Lesya Matvyeyeva - Venezuela - Andrea Maria Milroy Diaz |

#### Hoa hậu Thể thao
| Kết quả     | Thí sinh |
| ----------- | --- |
| Chiến thắng | - Wales - Amy Guy |
| Á hậu 1     | - Úc - Sarah Davies |
| Á hậu 2     | - Peru - Maria Julia Mantilla - Trinidad và Tobago - Kenisha Thom |
| Top 10      | - Antigua và Barbuda - Shermain Sunja Jeremy - Fiji - Aishwarya Sukhdeo - Iceland - Hugrun Hardadottir - Hà Lan - Miranda Slabber - Nga - Tatyana Sidorchuk - Thái Lan - Nikallaya Abdul |

#### Hoa hậu Tài Năng
| Kết quả     | Kết quả                 | Thí sinh |
| ----------- | ----------------------- | --- |
| Chiến thắng | Chiến thắng             | - Antigua và Barbuda - Shermain Sunja Jeremy |
| Á hậu 1     | Á hậu 1                 | - Trung Quốc - Dương Kim |
| Á hậu 2     | Á hậu 2                 | - Barbados - Kennifer Marius |
| Top 25      | Châu Á & Châu Đại Dương | - Úc - Sarah Davies - Đài Loan - Dorothy Hứa Di Huệ - Fiji - Aishwarya Sukhdeo - Hàn Quốc - Kyung Jin Han - Philippines - Maria Karla Bautista - Thái Lan - Nikallaya Abdul                                                      |
| Top 25      | Châu Mỹ                 | - Aruba - Luisana Cicilia - Bahamas - Brianna CLARKE - Brasil - Iara Maria Resende Azevdo Coelho - Chile - Veronica Roberts - Ecuador - Cristina Reyes Hidalgo - Peru - Maria Julia Mantilla - Trinidad và Tobago - Kenisha Thom |
| Top 25      | Châu Âu                 | - Cộng hòa Séc - Jana Dolezelova - Estonia - Moonika Tooming - Gibraltar - Helen Gustafson - Ý - Valeria Altobelli - Nga - Tatyana Sidorchuk - Tây Ban Nha - Maite Medina Cerroto                                                |
| Top 25      | Châu Phi                | - Botswana - Juby Peacock - Uganda - Barbara Kimbugwe - Zambia - Rosemary Mulenga Chileshe |

#### Hoa hậu Siêu mẫu
| Kết quả     | Thí sinh |
| ----------- | --- |
| Chiến thắng | - México - Yessica Ramírez |
| Á hậu 1     | - Angola - Silvia Anair Joao De Deus |
| Á hậu 2     | - Bỉ - Ellen Petri |
| Top 10      | - Đài Loan - Dorothy Hứa Di Huệ - Cộng hòa Séc - Jana Dolezelova - Hy Lạp - Maria Spirikaki - Puerto Rico - Casandra Castro Holland - Nga - Tatyana Sidorchuk - Tây Ban Nha - Maite Medina Cerroto - Trinidad và Tobago - Kenisha Thom                                                     |
| Top 20      | - Aruba - Luisana Cicilia - Botswana - Juby Peacock - Bulgaria - Gergana Guncheva - Trung Quốc - Dương Kim - Costa Rica - Shirley Calvo - Síp - Constantina Evripdou - Gruzia - Salome Chikviladze - Ấn Độ - Sayali Bhagat - Ba Lan - Katarzyna Weronika Borowicz - Hoa Kỳ - Nancy Randall |

#### Hoa hậu do các thí sinh bình chọn
| Kết quả     | Thí sinh                      |
| ----------- | ----------------------------- |
| Chiến thắng | - Úc - Sarah Davies           |
| Á hậu 1     | - Hoa Kỳ - Nancy Randall      |
| Á hậu 2     | - Peru - Maria Julia Mantilla |

#### Giải thưởng đặc biệt
| Giải thưởng                            | Thí sinh                  |
| -------------------------------------- | ------------------------- |
| Giải thiết kế trang phục xuất sắc nhất | - Bỉ - Ellen Petri        |
| Học bổng                               | - Jamaica - Tonoya Toyloy |

## Thí sinh
Các thí sinh chính thức tham dự cuộc thi Hoa hậu Thế giới 2004. Tổng cộng 107 thí sinh
| Quốc gia             | Thí sinh                               | Tuổi | Chiều cao (cm) | Chiều cao (ft) | Quê nhà             |
| -------------------- | -------------------------------------- | ---- | -------------- | -------------- | ------------------- |
| Albania              | Agnese Vuthaj                          | 18   | 175            | 5'9"           | Prishtina           |
| Angola               | Silvia Anair Joao De Deus              | 20   | 178            | 5'10"          | Luanda              |
| Antigua và Barbuda   | Shermain Sunja Jeremy                  | 23   | 175            | 5'9"           | St. John's          |
| Argentina            | Veronica ESTARRIAGA                    | 24   | 170            | 5'7"           | Buenos Aires        |
| Aruba                | Luisana Cicilia                        | 20   | 180            | 5'11"          | Oranjestad          |
| Úc                   | Sarah Janette Davies                   | 22   | 174            | 5'8.5"         | Brisbane            |
| Bahamas              | Brianna CLARKE                         | 23   | 168            | 5'6"           | Nassau              |
| Barbados             | Kennifer Marius                        | 23   | 163            | 5'4"           | Christ Church       |
| Belarus              | Olga Antropova                         | 22   | 180            | 5'11"          | Polotsk             |
| Bỉ                   | Ellen Petri                            | 22   | 168            | 5'6"           | Merksem             |
| Bolivia              | Maria Nuvia Montenegro Apuri           | 18   | 178            | 5'10"          | Reyes-Beni          |
| Bosnia & Herzegovina | Njegica Balorda                        | 19   | 177            | 5'9.5"         | Sarajevo            |
| Botswana             | Juby Peacock                           | 20   | 173            | 5'8"           | Maun                |
| Brasil               | Iara Maria Resende Azevdo Coelho       | 23   | 181            | 5'11"          | Luz                 |
| Bulgaria             | Gergana Guncheva                       | 17   | 173            | 5'8"           | Sofia               |
| Canada               | Tijana Arnautovic                      | 18   | 180            | 5'11"          | Ottawa              |
| Quần đảo Cayman      | Stacy-Ann Rose Kelly                   | 24   | 180            | 5'11"          | Bodden Town         |
| Chile                | Veronica Roberts                       | 21   | 172            | 5'7.5"         | Santiago            |
| Trung Quốc           | Dương Kim                              | 20   | 173            | 5'8"           | Trùng Khánh         |
| Đài Loan             | Dorothy Hứa Di Huệ                     | 18   | 174            | 5'8.5"         | Đài Bắc             |
| Colombia             | Paola Andrea Marino Garcia             | 22   | 178            | 5'10"          | Bogotá              |
| Costa Rica           | Shirley Calvo                          | 22   | 173            | 5'8"           | Alajuela            |
| Croatia              | Ivana Znidaric                         | 17   | 180            | 5'11"          | Čakovec             |
| Curaçao              | Sue-Ann Stephanie Hudson               | 20   | 170            | 5'7"           | Willemstad          |
| Síp                  | Constantina Evripdou                   | 19   | 175            | 5'9"           | Limassol            |
| Cộng hòa Séc         | Jana Dolezelova                        | 23   | 176            | 5'9.5"         | Uničov              |
| Đan Mạch             | Line Larsen                            | 23   | 175            | 5'9"           | Fyn                 |
| Cộng hòa Dominica    | Claudia Julissa Cruz Rodriguez         | 18   | 175            | 5'9"           | Santo Domingo       |
| Ecuador              | Cristina Reyes Hidalgo                 | 23   | 181            | 5'11"          | Guayaquil           |
| Ai Cập               | Heba Ahmad                             | 22   | 175            | 5'9"           | Cairo               |
| El Salvador          | Andrea Denise Muschenborn Charlaix     | 18   | 170            | 5'7"           | San Salvador        |
| Anh                  | Danielle Lloyd                         | 20   | 173            | 5'8"           | Liverpool           |
| Estonia              | Moonika Tooming                        | 23   | 178            | 5'10"          | Tallinn             |
| Ethiopia             | Sayat Demessie                         | 18   | 171            | 5'7.5"         | Addis Ababa         |
| Fiji                 | Aishwarya Sukhdeo                      | 24   | 170            | 5'7"           | Suva                |
| Phần Lan             | Nina Johanna Tikanmaki                 | 19   | 172            | 5'7.5"         | Naantali            |
| Pháp                 | Laetitia Marciniak                     | 23   | 173            | 5'8"           | Calais              |
| Gruzia               | Salome Chikviladze                     | 20   | 175            | 5'9"           | Tbilisi             |
| Đức                  | Inka Weickel                           | 20   | 171            | 5'7.5"         | Alzey               |
| Ghana                | Serena Ashi-Roye                       | 23   | 175            | 5'9"           | Accra               |
| Gibraltar            | Helen Gustafson                        | 24   | 171            | 5'7.5"         | Gibraltar           |
| Hy Lạp               | Maria Spirikaki                        | 19   | 180            | 5'11"          | Heraklion           |
| Guadeloupe           | Jennifer Desbouiges                    | 18   | 177            | 5'9.5"         | Pointe-à-Pitre      |
| Guyana               | Suzatte Marissa Shim                   | 19   | 175            | 5'9"           | Georgetown          |
| Honduras             | Kimberly Mcnab                         | 19   | 172            | 5'7.5"         | Roatán              |
| Hồng Kông            | Châu Tuệ Mẫn                           | 23   | 174            | 5’8.5"         | Hồng Kông           |
| Hungary              | Veronika Orban                         | 20   | 178            | 5'10"          | Zalaegerszeg        |
| Iceland              | Hugrun Hardadottir                     | 21   | 170            | 5'7"           | Selfoss             |
| Ấn Độ                | Sayali Bhagat                          | 20   | 175            | 5'9"           | Maharastra          |
| Ireland              | Natasha Ni Gairbheith                  | 21   | 171            | 5'7.5"         | Gweedare            |
| Israel               | Rita Lukin                             | 23   | 180            | 5’11"          | Ashdod              |
| Ý                    | Valeria Altobelli                      | 20   | 182            | 5'11.5"        | Roma                |
| Jamaica              | Tonoya Anne Toloy                      | 24   | 176            | 5'9.5"         | Edgawater           |
| Nhật Bản             | Minako Goto                            | 22   | 171            | 5'7.5"         | Akita               |
| Kazakhstan           | Alexandra Kazakova                     | 19   | 178            | 5'10"          | Oskemen             |
| Kenya                | Juliet Ochieng                         | 19   | 170            | 5'7"           | Kisimu              |
| Hàn Quốc             | Kyung Jin Han                          | 19   | 174            | 5'8.5"         | Seongnam            |
| Latvia               | Agnese Eiduka                          | 20   | 177            | 5'9.5"         | Valmiera            |
| Liban                | Nadine Noujeim                         | 20   | 175            | 5'9"           | Beirut              |
| Litva                | Agne Maliaukaite                       | 19   | 174            | 5'8.5"         | Panevezys           |
| Bắc Macedonia        | Sara Lesi                              | 17   | 177            | 5'9.5"         | Skopje              |
| Malaysia             | Gloria Mei Ru Ting                     | 23   | 171            | 5'7.5"         | Sibu                |
| Malta                | Antonella Vella                        | 20   | 178            | 5'10"          | Mosta               |
| Mauritius            | Marie Natacha Magalie Antoo            | 22   | 176            | 5'9.5"         | Rose Hill           |
| México               | Yesica Guadalupe Ramirez Meza          | 22   | 183            | 6'0"           | Tijuana             |
| Moldova              | Marina Chivaciuc                       | 21   | 174            | 5'8.5"         | Tiraspol            |
| Namibia              | Adele Basson                           | 24   | 170            | 5'7"           | Windhoek            |
| Nepal                | Payal Shakya                           | 18   | 164            | 5'4.5"         | Kathmandu           |
| Hà Lan               | Miranda Slabber                        | 24   | 176            | 5'9.5"         | Arnemuiden          |
| New Zealand          | Amber Jean Peebles                     | 21   | 170            | 5'7"           | Auckland            |
| Nicaragua            | Anielka Maria Sanchez-Castillo         | 22   | 178            | 5'10"          | Masaya              |
| Nigeria              | Anita Uwagbale                         | 19   | 178            | 5'10"          | Lagos               |
| Bắc Ireland          | Kristy Anne Gabriel Stewart            | 18   | 172            | 5'7.5"         | Enniskillen         |
| Na Uy                | Hega Torresdal                         | 20   | 177            | 5'9.5"         | Aksdal              |
| Panama               | Melissa Del Carmen Piedrahita Melendez | 22   | 175            | 5'9"           | Thành phố Panama    |
| Paraguay             | Tania Maria Domaniczky                 | 23   | 175            | 5'9"           | Asuncion            |
| Perú                 | Maria Julia Mantilla                   | 20   | 174            | 5'8.5"         | Trujillo            |
| Philippines          | Maria Karla Bautista                   | 20   | 175            | 5'9"           | Cebu                |
| Ba Lan               | Katarzyna Weronika Borowicz            | 19   | 173            | 5'8"           | Ostrow Wielkopolski |
| Bồ Đào Nha           | Patricia Oliveira                      | 17   | 170            | 5'7"           | Lisboa              |
| Puerto Rico          | Casandra Castro Holland                | 20   | 178            | 5'10"          | Luquillo            |
| România              | Adina Maria Cotuna                     | 20   | 180            | 5'11"          | Arad                |
| Nga                  | Tatyana Sidorchuk                      | 19   | 178            | 5'10"          | Perm'               |
| Scotland             | Lois Anna Weatherup                    | 21   | 176            | 5'9.5"         | Linlithgow          |
| Serbia & Montenegro  | Jelena Pejic                           | 17   | 178            | 5'10"          | Sarajevo            |
| Singapore            | Shu Jun Lisa Huang                     | 22   | 171            | 5'7.5"         | Singapore           |
| Slovakia             | Maria Sandorova                        | 20   | 175            | 5'9"           | Kosice              |
| Slovenia             | Ziva Vadnov                            | 22   | 171            | 5'7.5"         | Ljubljana           |
| Nam Phi              | Joan Kwena Ramagoshi                   | 24   | 168            | 5'6"           | Mamelodi            |
| Tây Ban Nha          | Maite Medina Cerroto                   | 24   | 180            | 5'11"          | Barcelona           |
| Sri Lanka            | Anarkalli Jay                          | 17   | 165            | 5'5"           | Colombo             |
| St. Lucia            | Sascha Andrew-Rose                     | 19   | 173            | 5'8"           | Rodney Bay          |
| Thụy Điển            | Helena Hjertonsson                     | 18   | 177            | 5'9.5"         | Kalmar              |
| Thụy Sĩ              | Fiona Hefti                            | 24   | 178            | 5'10"          | Zürich              |
| Tanzania             | Faraja Kotta                           | 19   | 178            | 5'10"          | Kinondoni           |
| Thái Lan             | Nikallaya Abdul                        | 23   | 174            | 5'8.5"         | Amphur Muang        |
| Trinidad & Tobago    | Kenisha Nalisha Finita Thom            | 21   | 174            | 5'8.5"         | Scarborough         |
| Thổ Nhĩ Kỳ           | Nur Gumusdograyan                      | 19   | 180            | 5'11"          | Istanbul            |
| Turks & Caicos       | Beryl Christian Kateri Handfield       | 19   | 167            | 5'5.5"         | Grand Turk          |
| Uganda               | Barbara Kimbugwe                       | 19   | 168            | 5'6"           | Kampala             |
| Ukraina              | Lesya Matvyeyeva                       | 22   | 170            | 5'7"           | Kiev                |
| Hoa Kỳ               | Nancy Randall                          | 24   | 176            | 5'9.5"         | Chicago             |
| Venezuela            | Andrea Maria Milroy Diaz               | 20   | 174            | 5'8.5"         | Caracas             |
| Việt Nam             | Nguyễn Thị Huyền                       | 19   | 172            | 5'7.5"         | Hải Phòng           |
| Wales                | Amy Guy                                | 21   | 173            | 5'8"           | Wrexham             |
| Zambia               | Rosemary Mulenga Chileshe              | 24   | 180            | 5'11"          | Lusaka              |
| Zimbabwe             | Oslie Muringai                         | 20   | 173            | 5'8"           | Bulawayo            |